# بيل فيلدينغ
بيل فيلدينغ (بالإنجليزية: Bill Fielding)‏ (17 يونيو 1915 في المملكة المتحدة - 1 مايو 2006 في المملكة المتحدة) هو لاعب كرة قدم بريطاني (وحمل سابقاً جنسية المملكة المتحدة لبريطانيا العظمى وأيرلندا) في مركز حراسة المرمى. لعب مع بولتون واندررز وكارديف سيتي ومانشستر يونايتد وأشتون يونايتد.

## وصلات خارجية
- بيل فيلدينغ على موقع عالم كرة القدم.نت (الإنجليزية)